# Ian Ollis
Ian Ollis (sinh năm 1970) là một chính khách Nam Phi từng phục vụ trong Quốc hội Nam Phi. Là thành viên của Liên minh Dân chủ, ông là Bộ trưởng Bóng tối Bộ Lao động hiện tại. Trước đây ông giữ vị trí Bộ trưởng Bóng tối Bộ Giao thông Vận tải và Bộ trưởng Bóng tối Bộ Lao động.

## Đầu đời và giáo dục
Ollis sinh ra ở Đông London, Đông Cape, Nam Phi vào năm 1970 và trúng tuyển tại trường trung học Cambridge. Ông đã hoàn thành giáo dục của mình thông qua Đại học Thần học Baptist, Đại học Zululand và bằng Thạc sĩ Nghệ thuật tại Đại học Wits ở Johannesburg.
Hoàn thành bốn năm trong chủng viện, Ollis đã được tấn phong và phục vụ trong chức vụ Kitô giáo ở Johannesburg trong sáu năm trước khi trở thành một đại lý bất động sản. Ông đã làm việc như một giảng viên chuyên nghiệp tại Đại học Giáo dục Wits, và đã đào tạo nhân viên của các công ty bất động sản, thành lập chính trị và các tổ chức tôn giáo.